# Kuzma & Shaka Zulu
Kuzma & Shaka Zulu su splitska rap-reggae-dance-italo disco grupa. Grupa je osnovana koncem 1993. godine, a svoj prvi album, "Prva liga", objavljuje 1994. Poznati su po svojim duhovitim, vedrim, često i ironičnim stihovima koji, uklopljeni u opuštenu melodiju, odišu originalnošću i spontanošću. Zahvaljujući svojoj opuštenosti i originalnom pristupu glazbi, Kuzma & Shaka Zulu već su puna tri desetljeća jedna od popularnijih dalmatinskih grupa s čvrstom bazom poklonika, te su njihovi koncerti i nastupi u klubovima iznimno posjećeni.

### Povijest
Kuzma & Shaka Zulu na scenu su se probili krajem 1993. singlovima "Jedna mala Iva" i Party (Ruke Gore). "Jedna mala iva" je u nekoliko dana postala veliki radijski hit u Dalmaciji, a "Party" i u cijeloj Hrvatskoj. 1994. godine izlazi prvi album "Prva liga" i doživljava veliki uspjeh. Producenti na albumu su bili Nenad Vilović, D.J.Žuti, Dado Marušić i sam Kuzma dok je izvšni producent bio Eva Silas.Album je sniman i miksan u studijima Nenada Vilovića i Dade Marušića,a zanimljivo je da se kao gost kao prateći vokal pojavljuje i Dean Dvornik. Prodano je oko 15000 službenih nosača zvuka (CD i kasete) i još 30-40000 piratskih izdanja. Album je sviračko-pjevačko-programerski "one man show" Saše Kuzmića koji je praktički sam odsvirao, otpjevao i producirao cijeli album. S tog albuma ostali su vanvremenski hitovi poput "U mojoj ulici" (ne prodaje se trava), "Vozimo se, vozimo", "Party (Ruke gore)", "Jedna mala Iva", "Puknuta ekipa" i "Prva liga" s kojom su nastupili na Melodijama hrvatskog Jadrana 1994. godine. Pjesme s ovog albuma dugo su se vrtile po radio postajama i grupi donijele probitak na domaćoj sceni, te postaju prepoznatljivo ime. 

Drugi album, "Lito ide mala (1996.)", donosi zaokret u djelovanju grupe jer se pojavljuju i drugi žanrovi, primarno italo-disco. Najveći su uspjeh polučile pjesme "Lito ide mala", "Zaspala na suncu", a najistaknutija je "Majstori s mora" koja je postala prepoznatljiva duž cijele dalmatinske obale kao navijačka pjesma, ispočetka navijača KK Zadar, a potom i među Torcidom i svim ostalim navijačima i simpatizerima Hajduka.

Stanku između ovog i sljedećeg albuma članovi su iskoristili za završetak studija koji su davno upisali, ekonomiju (Tajč) i elektrotehniku (Kuzmić) te putovali po svijetu. Leo Tajč je boravio u Italiji, a Kuzmić u Njemačkoj i Islandu, gdje je upoznao druge pristupe glazbi. 
Treći album imena "Idemo na more(2003.)" donosi pregršt pjevnih i veselih ljetnih pjesama kao što su istoimena "Idemo na more", "Popi' pivu, skoči u Rivu", "Everybody (Gori trava zelena", "Neću sladoled" itd... 

Album "Di ćemo večeras" (2010) nakon duge diskografske pauze donosi hitove "Di ćemo večeras" i "Noćas su pederi u điru" kao i duž obale i otoka odlično prihvaćenu "Dvi, tri tunje" i grupu ponovo vraća na scenu.

2011. izbacuju uspješni i dobro prihvaćeni singl "Retardi sa fejsa", 2012. "Naloži do kraja MP3", 2013. "Budi mlad, budi lud", 2014. "Eo eo" svakog ljeta održe veliki broj odlično posjećenih live koncerata i partyja, Saša kao lead vokal, klavijaturist i DJ, a Galileo kao lead vocal, back vocal i MC.
Kuzma i Shaka Zulu nastupali su na hrvatskim festivalima: Melodijama hrvatskog Jadrana, Kninfestu, Melodijama Mostara, Zadarfestu i Splitskom festivalu.

#### Albumi

##### Prva liga (1994.)
U mojoj ulici  (3.30)

Vozimo se, vozimo (3.53)

Prva liga	 (3.50)

Puknuta ekipa	 (4.50)

Jedna mala Iva	 (4.16)

Laži sve	 (4.23)

Party (Ruke Gore)	 (4.12)

29 Godina	 (4.31)

Jedan dan pokraj mora	 (3.00)

Najljepše oči Trogira  (4.12)

##### Lito ide mala (1996.)
Lito ide mala	

Ne budi luda	

Financijska policija	

Dalmatino	

Topla klima	

More, more	

Majstori s mora

Godine ove	

Palme njišu grane	

Zaspala na suncu	

Isprid portuna

##### Idemo na more (2003.)
Idemo na more	

Everybody (Gori trava zelena)	

Neću sladoled	

Lipo je more	

Moreplovci	

Pusti me	

Popi' pivu, skoči u rivu

Zapivajmo ludi grade	

Sidin na zidiću	

Malo pomalo	

Noć u Africi

##### Di ćemo večeras (2010.)
Di ćemo večeras	

Noćas su pederi u điru	

Dvi, tri tunje	

Naša ljubav	

Dalmatinska noć	

U vrelim ljetnim danima	

Camon	

Zaljubi se ti	

Susidova lipa ćer	

Sanjam	

Ti odlaziš

## Vanjske poveznice
- Discogs
- Diskografija.com